# Marmagener Bachtal
Koordinaten: 50° 28′ 20″ N, 6° 34′ 20″ O
Das Naturschutzgebiet Marmagener Bachtal liegt auf dem Gebiet der Gemeinde Nettersheim im Kreis Euskirchen in Nordrhein-Westfalen.
Das Gebiet erstreckt sich südwestlich des Kernortes von Nettersheim und westlich und südlich des Nettersheimer Ortsteils Marmagen. Nördlich des Gebietes verläuft die Kreisstraße K 60, östlich die Landesstraße L 204 und westlich die B 258. Nördlich erstreckt sich das etwa 405,7 ha große Naturschutzgebiet Urfttal mit Seitentälern nördlich und westlich von Nettersheim.

## Bedeutung
Das etwa 38,9 ha große Gebiet wurde im Jahr 2003 unter der Schlüsselnummer EU-103 unter Naturschutz gestellt. Schutzziele sind
- der Schutz und der Erhalt von naturnahen Laubholzbereichen und -beständen,
- die Wiederherstellung, der Schutz und der Erhalt naturnaher Bachtäler und
- die Erhaltung und die Wiederherstellung eines naturnahen Bachtales mit naturnahem Teich und Erlensumpfwald.[2]